# Роні Сейкалі
Рональд Фред Сейкалі (англ. Ronald Fred Seikaly, араб. رونالد فريد ﺼيقلي, нар. 10 травня 1965, Бейрут, Ліван) — американський професійний баскетболіст, що грав на позиції центрового за низку команд НБА. Гравець національної збірної США. По завершенні спортивної кар'єри — агент з нерухомості та музичний продюсер, ведучий радіошоу «Sugar Free Radio» на Sirius/XM.

## Ігрова кар'єра
Народився у Бейруті, згодом переїхав до Афін, а 1983 року переїхав до США. На університетському рівні грав за команду Сірак'юз (1984–1988). Був членом Другої збірної найкращих гравців NCAA.
1988 року був обраний у першому раунді драфту НБА під загальним 9-м номером командою «Маямі Гіт». Став першим драфт-піком в історії клубу. Він також став першим вихідцем з Лівану в НБА. Професійну кар'єру розпочав 1988 року виступами за тих же «Маямі Гіт», захищав кольори команди з Маямі протягом наступних 6 сезонів. У своєму другому сезоні був лідером «Маямі» за набраними очками (16,6), підбираннями (10,4) та блок-шотами (1,7). За його підсумками отримав нагороду Найбільш прогресуючому гравцю НБА.
З 1994 по 1996 рік грав у складі «Голден-Стейт Ворріорс».
1996 року перейшов до «Орландо Меджик», у складі якої провів наступні 2 сезони своєї кар'єри.
Наступною командою в кар'єрі гравця була «Нью-Джерсі Нетс», за яку він відіграв один сезон. Через травму ноги зіграв лише 9 матчів за «Нетс».
Останньою ж командою в кар'єрі гравця стала «Барселона» з Іспанії, до складу якої він приєднався 2000 року і за яку відіграв лише частину сезону.

## Музична кар'єра
Сейкалі — завзятий любитель музики. Почав діджеїти ще в 14 років в Греції. Після закінчення спортивної кар'єри музична пристрасть переросла в повноцінну роботу діджеєм та музичним продюсером. Сейкалі почав писати музику в таких стилях як хауз, діп-хауз, тек-хауз та техно. 2012 року видав повноцінний альбом під назвою Nervous Nitelife Presents Rony Seikaly.
2012 року розпочав власне радіо-шоу «SugarFreeRadio».
2019 року запустив свій власний лейбл Stride. Лейбл зарекомендував себе як один з провідних серед діп-хауз музики.

### Дискографія

#### Альбоми
- Nervous Nitelife Presents Rony Seikaly (2012)

#### Міні-альбоми
- «House Calls» (2010)
- «East West» (2012)
- «East West» EP volume 2 (2014)
- «Holdin On» (2015)
- «Signs» (2015)
- «The Sword» (2016)
- «Set My Body EP» (2020)
- «Flying Circles EP» (2020)

#### Сингли
- 2010: «Come with Me» (featuring Polina) (Subliminal Records)
- 2010: «Let You Go» (featuring Polina) (Subliminal Records)
- 2010: «Let You Go Part Two» (featuring Polina). Remix by Cedric Gervais (Subliminal Records)
- 2011: «Take Me Higher» (Subliminal Records)
- 2011: «The World Is Beautiful» (Subliminal Records)
- 2011: «Personal Stereo» (Swing Records)
- 2011: «Crazy Powder» (Nervous Inc)
- 2012: «MILF» (Juicy Records)
- 2012: «Funk The Munk» (Juicy Records)
- 2012: «Mood That I Love» (Nervous Records)
- 2012: «Desert Nights» (Nervous Records)
- 2012: «Oh Yeah» (Swing Records)
- 2012: «Perfect Match» (Swing Records)
- 2012: «Illusion» (Nervous Records)
- 2012: «Le Freak» (with Antranig) (Stereo Productions)
- 2012: «Welcome to the Machine» (Nervous Inc.)
- 2012: «Happy Trees» (Nervous Inc.)
- 2013: «You Make Me Feel» (with Jean Claude Ades) (Be Crazy Music)
- 2013: «Thanks for Everything» (Perfect Driver Music)
- 2013: «Can You Hear Me» (Suara Records)
- 2013: «TATOUS» (Nervous Records)
- 2014: «Into me» (Be Crazy)
- 2014: «Devotion» (Be Crazy)
- 2014: «5htp» (Be Crazy)
- 2015: «Groove Box» (Stereo Productions)
- 2015: «Faces» (Yoshitoshi Records)
- 2015: «Don't Do That» (Xima Records)
- 2015: «Do You Take Anything» (Xima Records)
- 2015: «U Turn» (Xima Records)
- 2016: «All of A Sudden» (Yoshitoshi Records)
- 2016: «Loyalty» (Yoshitoshi Records)
- 2017: «Should I Stay» (Yoshitoshi Records)
- 2018: «Give Me Space»
- 2019: «Pursuit»
- 2019: «Groove It»
- 2019: «Reform»
- 2019: «Practice»
- 2019: «Frontin'»
- 2019: «Free Me»
- 2020: «Damage Done»
- 2020: «Feel Good»
- 2020: «Acid Is Coming»
- 2020: «What For»
- 2020: «Mila»

## Особисте життя
Сейкалі вільно володіє чотирма мовами: англійською, грецькою, арабською та французькою.
Володіє маєтком в Міконосі, Греція, де проводить свої відпустки.
Коли Меджик Джонсон повернувся в НБА з позитивним результатом ВІЛ, то багато хто був проти його повернення. Сейкалі в цей момент викликав Джонсона на гру віч-на-віч, щоб продемонструвати, що вірус не передається через дотики.
Сейкалі також володіє багатомільйонною компанією, яка займається інвестиціями в нерухомість.
Був одружений з мекиканською моделлю Ельсою Бенітес, від якої має дочку Мілу. В липні 2015 року одружився з бразильською блогеркою Мартою Греф.
Сейкалі активно займається благодійністю, допомагаючи фінансово таким програмам як Miami Heat's Corporate Education, Shoot for the Stars та Make A Wish Foundation. Всі доходи від продажів альбому Nervous Nitelife Presents Rony Seikaly він перерахував до Дитячого відділу фундації по боротьбі з раком імені Сильвестра в Маямі.